# Juda
Juda fou una thikana de l'antic principat de Mewar. És al sud-oest a uns 100 km d'Udaipur (Rajasthan), i poblada per giràsies i gametis. Fou una de les thikanes que va emetre valuosos segells de correus (els de Mewar sobrecarregats). La bandera del VKP és rectangular de color safrà.

## Història
El territori fou notícia el 2001 quan, després d'uns anys de treball polític, el partit del Consell dels Habitants de les Selves (Vanvasi Kalyan Parishad, VKP), escissió del Vishwa Hindu Parishad (VHP), va impulsar l'expulsió dels no tribals de la zona integrada als tehsils de Kotda i Juda al districte d'Udaipur al Rajasthan. Una sèrie d'incidents van culminar amb l'assassinat el 26 de setembre del comerciant musulmà Habib Khan. Unes 90 famílies no tribals van haver d'abandonar el poble de Juda cap altres pobles veïns. El musulmans, uns 500, vivien als tehsils de Kotda, Juda i Bikarni. La policia va detenir a cinc tribals. El cap de l'antiga família governant, Bhupendra Pal Singh, va indicar que havia estat una venjança de joves més que un conflicte racial.
Els tribals, que desconeixien les pràctiques religioses hindús, van ser introduïts pel VKP en una nova identitat basada en l'hinduisme. El VKP, per mitjà del seu secretari a Kotda, Meethalal Garasia, va negar la seva participació i especialment en la mort sis mesos abans d'un matrimoni musulmà que fou un afer personal d'aquests persones, però va assegurar que els musulmans explotaven als tribals i que havien rebut armes des de Pakistan, via Gujarat.

## Nota
1. ↑  IPS Index, Worksheet 2: Philatelic and Numismatic Catalogues Arxivat 2015-12-25 a Wayback Machine. a Princely States Report
2. ↑  Vanvasi és el nom genèric dels habitants de la selva o tribals en hindi
3. ↑  VHP offshoot behind reign of terror, Mohammed Iqbal, The Hindu
4. ↑  A Communal Cult Arxivat 2015-01-10 a Wayback Machine., Islamic Voice